# Massa- och pappersindustri

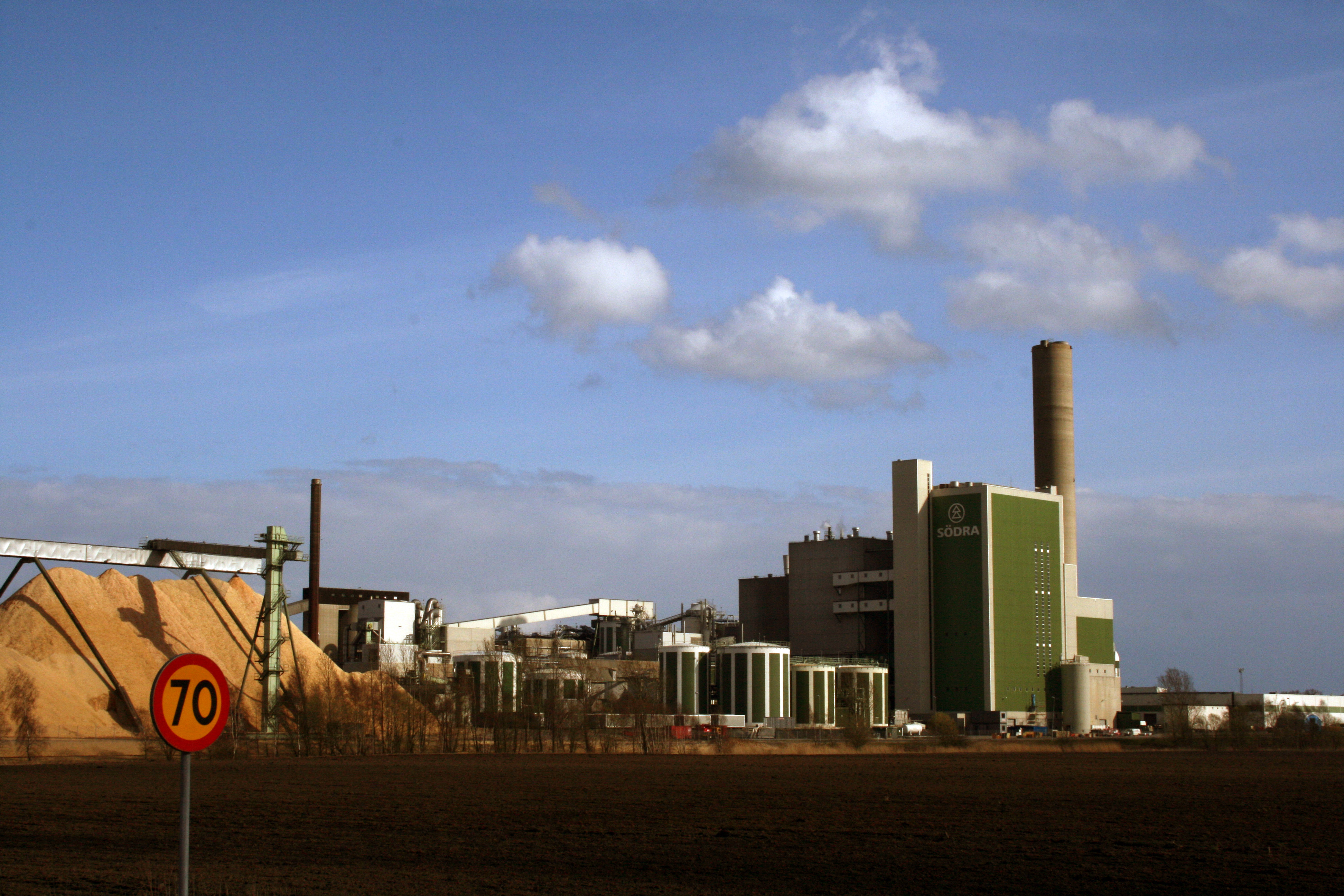
Södra Cells massafabrik vid Mörrum i Blekinge.

Massa- och pappersindustrin kallas den gren av skogsindustrin som med ved som råvara tillverkar pappersmassa och papper. Tillverkningen av massa och papper kan ske som integrerad produktion vid samma bruk, eller vid separata massa- respektive pappersbruk.
De flesta trädslag kan utnyttjas för pappersmassaframställning, vanliga är bland andra gran, tall, björk, asp och eukalyptus. Pappersmassan kan framställas kemiskt, idag nästan enbart genom sulfatprocessen, tidigare genom sulfitprocessen. Pappersmassa kan även framställas mekaniskt med bland annat kvarnar eller slipar. I ett integrerat bruk kan pappersmassan pumpas direkt till en pappersmaskin, annars torkas massan i en torkmaskin.
Papperet tillverkas i en pappersmaskin.

## Historia
Huvudartikel: Papperets historia

## Sverige

Flygfoto över Kramfors massavedsindustrier dit timret flottades på Ångermanälven.

Sveriges första pappersbruk kan ha anlagts redan på 1520-talet av Biskop Brask i Söderköping. Säkert vet man att Gustav Vasa anlade ett bruk i Norrström, vilket Gustav II Adolf senare flyttade till Uppsala. Uddby kvarn omnämns som Sveriges första finpappersbruk. Detta anlades 1621 på initiativ av Gabriel Gustafsson Oxenstierna, samtidigt byggherre för Tyresö slott. På pappersbruket vid Uddby kvarn tillverkades skrivpapper, omslagspapper till artilleriets krutladdningar samt papper till Europas första sedlar, som var försedda med den särskilda vattenstämpeln ”BANCO”.
Papperet framställdes ursprungligen av textillump, och placeringen av pappersbruken bestämdes mycket av tillgången på råvaran, liksom på krafttillgång. Fram till mitten av 1800-talet låg därför de flesta pappersbruken vid vattendrag i södra Sverige. Speciella lumpsamlare var anställda av pappersbruken för att samla in den viktiga råvaran.
År 1799 markerade fransmannen Louis Roberts uppfinning av den första primitiva pappersmaskinen starten på industrialiseringen av det tidigare hantverksmässigt utförda papperstillverkningen.
År 1831 fanns 91 pappersbruk i Sverige, samtliga fortfarande handpappersbruk. Året efter installerades landets första pappersmaskin vid Klippans pappersbruk, inköpt från en specialverkstad i England.
I Sverige började industrin i slutet av 1850-talet att använda massa som tillverkats av massaved istället för den traditionella lumpen. Det gjordes möjligt genom den tyske vävaren Friedrich Gottlob Kellers uppfinning av den så kallade slipmetoden för tillverkning av mekanisk trämassa. Det första träsliperiet i Sverige anlades 1857. Under 1870-talet kom nya processer för tillverkning av kemisk massa, vilket ledde till en kraftig kvalitetshöjning av slutprodukten. År 1886 fanns 35 svenska pappersbruk med sammanlagt 2 878 arbetare. 41 massafabriker försörjde dem vid samma tid med råvara.
Pappersbruken expanderade under 1900-talet, men industrikriserna under 1970- och 1980-talet och förbättrade möjligheter till stordrift bidrog till en våg av nedläggningar.
Fördelningen mellan Sveriges 57 massa- och pappersbruk med integration och råvaruanvändning på bruksnivå såg år 2006 ut enligt följande:
- Ointegrerade pappersbruk - 11 st (950 000 ton)
- Pappersbruk med returpappersanvändning - 8 st (620 000 ton)
- Pappersbruk integrerade med massatillverkning - 18 st (6 620 000 ton)
- Pappersbruk integrerade med massatillverkning och med returpappersanvändning - 7 st (4 150 000 ton)
- Massabruk för tillverkning av avsalumassa - 13 st (4 010 000 ton)

## Finland
Huvudartikel: Finländsk massa- och pappersindustri
Finland var tidigt i att bygga upp en industriell tillverkning av papper. Redan 1842 importerades den första pappersmaskinen för lumpbaserat papper från England av Frenckells pappersfabrik i Tammerfors. 
Som den träbaserade pappersindustrins fader i Finland räknas Fredrik Idestam. Han hade på hemresa från ingenjörsstudier i Freiberg i Sachsen 1864 studerat verksamheten vid ett träsliperi i Harzbergen i Sachsen, som använt sig av pappersmaskiner som nyligen utvecklats av Friedrich Gottlob Keller och Heinrich Voelter. Han fick koncession av tsaren 1865 och startade i början av 1866 ett träsliperi vid det nedre vattenfallet i Tammerforsen i Tammerfors. År 1868 flyttade han verksamheten till Nokia stad och grundade där 1871 tillsammans med Leo Mechelin Nokia Ab
Den finländska massa- och papperstillverkningen är världens tredje största och har ungefär samma omfattning i produktionskapacitet som den svenska och den japanska. Endast USA och Kanada tillverkar mer.